# Arc the Lad
Arc the Lad (アークザラッド) est un jeu vidéo de type tactical RPG développé et édité par Sony Computer Entertainment, sorti en 1995 sur PlayStation.

## Accueil

### Ventes
Le jeu s'est vendu à plus de 400 000 exemplaires au Japon.